# Rune Mantling
Rune Mantling, alternativt S. Rune Mantling eller Sven Rune Mantling, född den 17 mars 1927 i Brännkyrka församling i Stockholm, död den 25 december 1987, var en svensk författare som förutom under eget namn skrev böcker under pseudonymerna Stewart Rogers och Wyatt C. Bannister. Den senare pseudonymen användes ofta i samarbete med Gunnar Jansson. Mantling skrev även som Adam Adams, Wayne Badger, Clay Hammond, Jack Hammer, Eric Manson, Rune Mant och S. Runo. Mantling var även översättare och då skrevs oftast namnet som S. Rune Mantling.

## Biografi
Mantling var son till Rut Magnhild Sofia Pettersson medan fadern var okänd. Tillsammans med modern och hennes föräldrar växte han upp i ett flerfamiljshus i Enskede villastad. 1949 bytte han namn till Mantling. 1950 gifte han sig med Göta Ingeborg Göransson och 1952 fick paret en son.
Under pseudonym Wyatt C. Bannister debuterade Mantling som författare 1952 i tidningen Lektyr med en följetong kallad Hämnaren från Texas. Den skulle sedan ges ut av Bonniers 1954 under författarnamnet Eric Manson och med titeln Hämndens lag. Efter debuten publicerade Lektyr nästan årligen en följetong av Mantling, skriven under pseudonymen Wyatt C. Bannister. Detta pågick fram till Främling i Texas 1966. Utöver detta publicerade Mantling under olika namn även historiskt dokumentära artiklar i Lektyr.
Mantling skrev och översatte främst böcker som trycktes av Civiltryckeriet i Köping och där bokförlagen Regal och Trots utgav böcker i serierna Longhorn och Topp Wild-West. Mantling översatte också alla sex böckerna i en serie böcker skrivna av Max Brand. Mantling skrev på 1950-talet även åt Kometförlaget.
Mantling skrev främst western-böcker men även deckare. Två av dem hade Jeff Chisholm som huvudperson och de publicerades i Manhattan åren 1955 och 1957.
Vid sidan av sitt arbete som författare och översättare var Mantling även verksam som reklamchef och ansvarig för trycksaksproduktion hos Siemens-Elema i Solna.

### S. Rune Mantling
- Flammande vildmark 1955 (roman från apachekrigens dagar, utgiven av Eklunds, med teckningar av Sven Björnson)

### Rune Mantling
- Svept i dunkel 1959 (deckare utgiven av Trots)

### Wayne Badger
- Döda talar inte 1959 (Topp Deckare 3)

### Jack Hammer
- Döden har ingen lag 1955 (Manhattan 37 och 1956 utgiven som följetong i Lektyr fr o m 44 1956 t o m 5 år 1957)
- Rakt i fördärvet 1957 (Manhattan 62)

### Eric Manson
- Hämndens lag 1954 (Önskeböckerna 128, och med samma innehåll som "Hämnaren från Texas av Wyatt C. Bannister)

### Wyatt C. Bannister
- Gränsfeber 1958 (Topp Deckare 2 men en Wild-West-roman), återutgiven 1967 (Topp Wild-West 65)
- Dödens ryttare 1959 (Topp Deckare 4 men en Wild-West roman)
- Farornas väg 1960 (Topp Deckare 7 men en Wild-West-roman)
- Blod i buffelgräset 1960 (Topp Wild-West 11)
- Utan förskoning 1961 (Topp Wild-West 18)
- Striden om Flying N 1961 (Topp Wild-West 20)
- Cheyennernas fånge 1962 (Topp Wild-West 22)
- Hämnaren från Texas 1962 (Topp Wild-West 23), men innan dess publicerad som följetong i Lektyr nr 25-38 1952, återutgiven 1972 (Longhorn 38, men på omslaget anges felaktigt Döden i Abilene av William Hopson)
- Helvetet i väster 1963 (Topp Wild-West 26)
- Full hand 1963 (Topp Wild-West 28)
- Ung man med revolver 1963 (Topp Wild-West 32)
- Colt 45 1964 (Topp Wild-West 40)
- Sheriffen i Alba 1965 (Topp Wild-West 48)
- Ritten till Rio Bravo 1966 (Topp Wild-West 60)
- Gå över lik 1967 (Topp Wild-West 64)
- Farornas väg 1967 (Topp Wild-West 71)
- Gravskrift 1968 (Longhorn 1)
- Hängningsfeber 1969 (Topp Wild-West 96)
- Nesligt våld 1971 (Topp Wild-West 107)
- Skalpdansen 1972 (Topp Wild-West 117)
- Mannen från Nebraska 1972 (Topp Wild-West 125)
- Ett kungarike för en häst 1973 (Topp Wild-West 132)

### Stewart Rogers
- Revolvern från Dallas 1959 (Mustang 16), återutgiven 1967 (Topp Wild-West 73)
- Ont blod 1959 (Mustang 24)
- Bakhållet vid Apache Pass 1960 (Topp Wild-West 8)
- Hämnaren i Wyoming 1961 (Topp Wild-West 15)
- Sporrkedjan 1961 (Topp Wild-West 19)
- Norr om Rio Bravo 1962 (Topp Wild-West 22)
- Vinande bly i Montana 1962 (Topp Wild-West 25)
- Winchester att hyra 1963 (Topp Wild-West 27)
- Sadeln med silvernitarna 1964 (Topp Wild-West 36)
- Kulregn i Glencoe 1964 (Topp Wild-West 44)
- Blodiga händer 1965 (Topp Wild-West 52)
- Den mexikanska stigbygeln 1966 (Topp Wild-West 56)
- Män av stål 1966 (Topp Wild-West 61)
- Främling i Texas 1967 (Topp Wild-West 69)
- Hängd mans hus 1968 (Topp Wild-West 79)
- Blodspengar 1968 (Topp Wild-West 81)
- Lagens väktare 1970 (Topp Wild-West 105)
- Sporrkedjan från Santa Fé 1971 (Topp Wild-West 113)